# Objektbereich (Architektur)
Als Objektbereich bezeichnet man, im Gegensatz zum sogenannten „Wohnbereich“, in der Innenarchitektur nicht-private Bauten oder Teile eines Bauwerks, die mehr oder minder öffentlich zugänglich sind. Neben gewerblichen Objekten wie zum Beispiel Büros, Hotels, Kinos, Theater, Versicherungen oder Banken werden darunter auch öffentliche Gebäude wie Schulen, Sporthallen oder Krankenhäuser verstanden, aber auch das Innere von Zügen, Schiffen oder Flugzeugen. 
Die Unterscheidung vom Wohnbereich ist von Bedeutung, da andere zumeist betreuungsintensive Vertriebswege bestehen. Mitunter werden Preisunterschiede beispielsweise zum preisaffinen Onlinehandel mit der Belastbarkeit des Produkts (Verschleiß) wie auch den Sicherheitsanforderungen (Schwerentflammbarkeit, Antistatik) begründet.